# TV 2 (노르웨이)

TV2는 노르웨이의 텔레비전 방송국이며 1992년 9월 5일 개국하였다. 당시 노르웨이에서 5번째로 개국된 방송국이었다. 노르웨이 최초의 전국 단위로 방송된 민영 방송이다. 원래 무료 방송이었으나 2009년부터 유료 방송으로 전환, HD 방송을 실시하였다.

## 자매 채널
- TV2 Direkte : 메인 채널. 2022년 9월 15일 이전에는 그냥 TV2로 방송했다.
- TV2 Zebra
- TV2 Livsstil : 여성 타깃 라이프스타일 채널
- TV2 Nyhetskanalen : 뉴스 채널
- TV2 Sport 1, TV2 Sport 2 : 스포츠 채널
- TV2 Sport Premium : 프리미엄 스포츠 채널. (구 TV2 Barclays Premier League HD)

### 없어진 채널
- TV2 Filmkanalen : 영화 채널 (2006~15)
- TV2 Science Fiction : 스웨덴 TV4와 제휴로 개국한 Sci-Fi 채널. 인터넷으로만 방송했다. (2009~11)
- TV2 Bliss : 여성 타깃 채널 (2010~5)
- TV2 Humor (2015~9)